# イーディス・ブーヴィエ・ビール

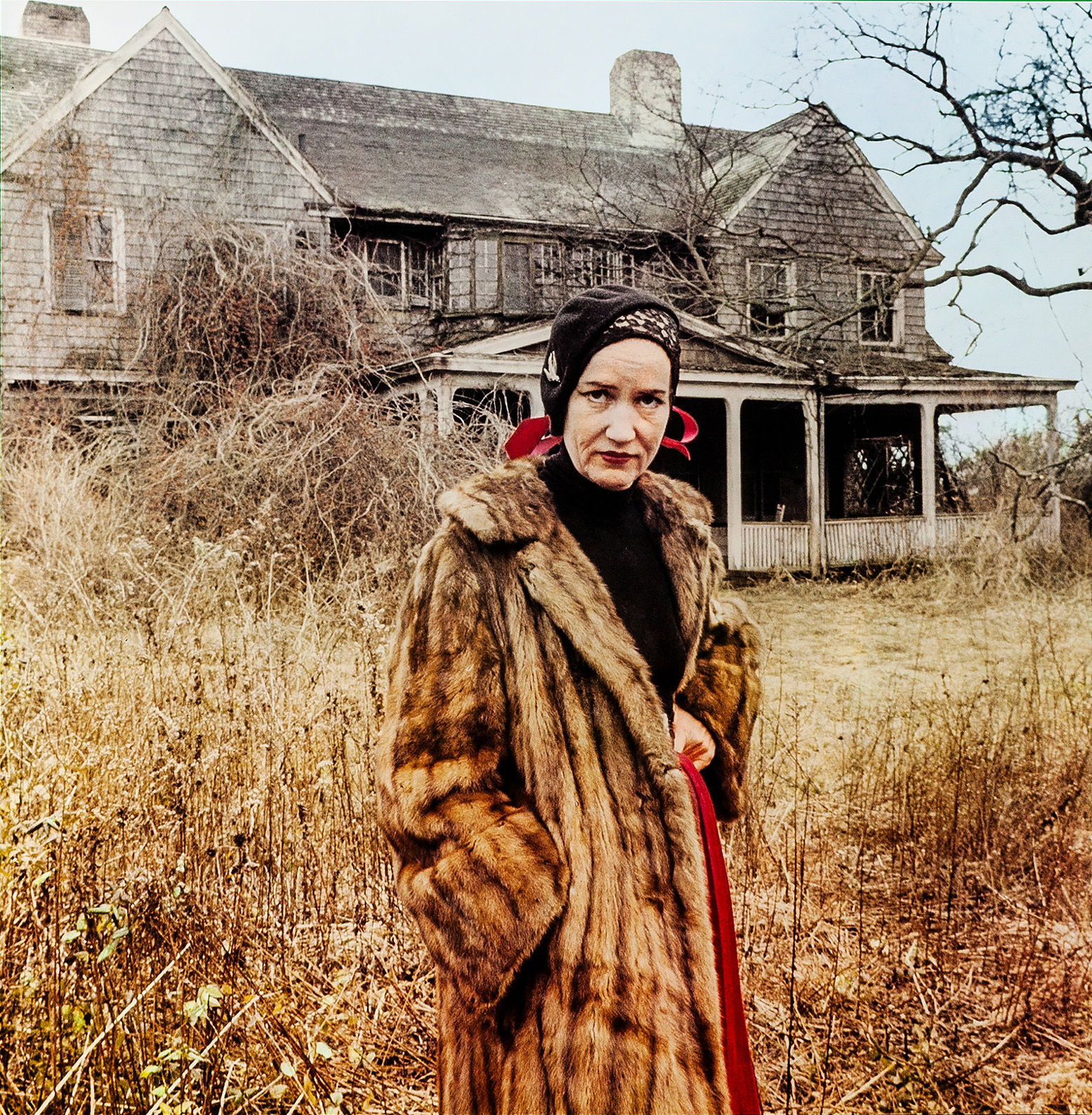
廃墟と化したグレイ・ガーデンズの前に立つリトル・イディ、1975年。ハーブ・ゴロー（Herb Goro）撮影。1976年公開の映画『グレイ・ガーデンズ』ポスター用に撮影されたもの。

イーディス・ブーヴィエ・ビール（Edith Bouvier Beale, 1917年11月7日 ニューヨーク・マディソン・アベニュー - 2002年1月14日 バル・ハーバー）は、アメリカ合衆国のソーシャライト・ファッションモデル・キャバレーダンサー。ジャクリーン・ケネディ・オナシスの従姉であり、「リトル・イディ（Little Edie）」の通称で知られた。母親のイーディス・ユーイング・ブーヴィエ・ビールと一緒に出演した1975年のドキュメンタリー映画『グレイ・ガーデンズ』で知られる。

## 生涯
弁護士・投資家のフィーラン・ビールとその妻イーディス・ユーイング・ブーヴィエ・ビール（「ビッグ・イディ」）の間の第1子・長女。両親は「アメリカのカトリック貴族」と揶揄されるほどに富裕なカトリック系上流階級に属し、イディは2人の弟と一緒に贅沢な生活環境で育った。
ザ・スペンス・スクールに通い、ミス・ポーターズ・スクールに進んで1935年同校を卒業した。翌1936年の元旦にニューヨークのピエール・ホテル（Pierre Hotel）で開かれた舞踏会でデビュタントとなり、その様子を取材した『ニューヨーク・タイムズ』紙の記述によれば、この日のイディのいで立ちは純銀の飾りが全身に縫い付けられた網模様の白いガウンに、頭に白いクチナシの花冠を載せている、というコーディネートだったという。
母親と同じくショービズ界への関心が強く、学業を終えるとメイシーズ百貨店で衣料品モデルの仕事をした。イディはこの時期にジャン・ポール・ゲティやジョセフ・P・ケネディ・ジュニアと交際していたと後に主張したが、少なくとも後者との関係は一回会ったことがある程度であった。一度フロリダ州パームビーチに出奔したことがあるが、父親に見つけ出されニューヨークの家に連れ戻されている。1947年から1952年の間は、実家を出てアッパー・イースト・サイドの女性専用ホテルバービゾン63に移り、モデル・ダンサー・女優としてのキャリアを模索した。30代後半になると全頭型脱毛症が進行して毛髪を始め全身の体毛が抜け落ち、これを隠すため彼女の代名詞とも言えるヘッドスカーフを頭部に巻くようになる。イディの従兄弟の1人ジョン・H・デイヴィスの証言では、イディは実家の木に登って自分の頭に火をつけたことがあるとされ、彼女の毛髪が失われたのはこの自傷行為が原因の可能性もある。

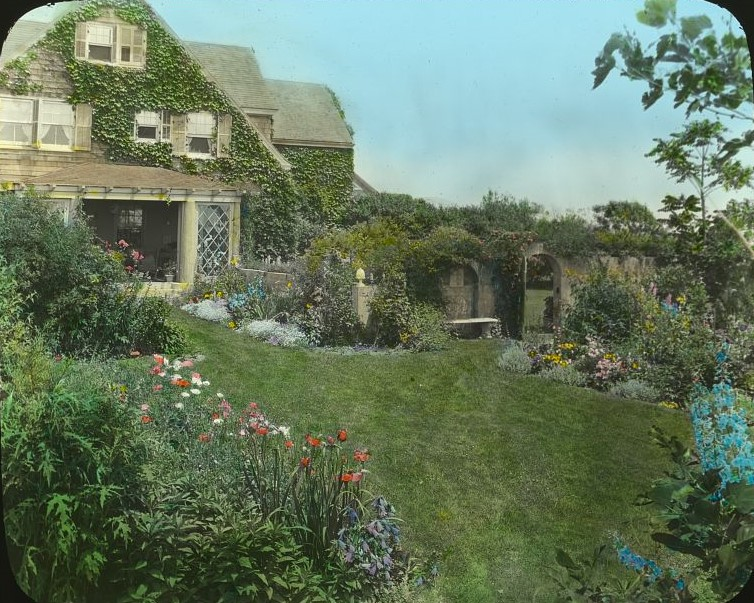
グレイ・ガーデンズは1897年に完成した。ジョゼフ・グリーンリーフ・ソープ（Joseph Greenleaf Thorp）設計、アナ・ギルマン・ヒル（Anna Gilman (Mrs. Robert C.) Hill）作庭による。

イディの両親は1931年に別居し1946年に離婚したが、母ビッグ・イディは1923年に購入したニューヨーク州郊外イースト・ハンプトンの豪邸グレイ・ガーデンズに居住し続けていた。リトル・イディもグレイ・ガーデンズに出入りし、イースト・ハンプトンのカントリークラブの1つメイドストーン・クラブの会員権を所有していた。1952年7月29日、リトル・イディはバービゾンを出て母の住むグレイ・ガーデンズに移り、永住することになった。
1971年10月、地元警察がグレイ・ガーデンズに踏み込み、邸宅が「ゴミの山と猫の（汚物の）放つ悪臭で充満しており、複数の地元条例違反となっている」ことを確認した。サフォーク郡保健所は、ビール母娘に対して家屋の危険な状態を改善できなければ強制的に立ち退かせる用意があることを通告した。この状況が公になると、ビール家は3万ドルを拠出してグレイ・ガーデンズを人が住める状態に整備し、ビール母娘に年金を与えることを決めた（母娘の信託財産はその数年前に尽きていた）。立ち退き命令に関する行政手続は取り消された。
イディの従妹リー・ラジヴィルは1972年ドキュメンタリー映画製作者のメイスルズ兄弟を雇い、ブーヴィエ家に関する映画製作に取り掛からせた。メイスルズ兄弟は一族の他のメンバーに関心を示さず、当初からビール母娘の日常ばかりを追うようになった。本来の映画製作プロジェクトは投げ出された形となり、ラジヴィルはメイスルズ兄弟の撮った母娘のビデオフィルムを取り上げた。
メイスルズ兄弟はビール母娘の風変りな日常に魅了された。出資金と撮影機材の調達が整うとグレイ・ガーデンズに舞い戻り、ビール母娘を映した70時間以上に及ぶ長尺のフィルム撮影を行った。その果実である1976年公開の映画『グレイ・ガーデンズ』は、ドキュメンタリージャンル映画の傑作の1つとして広く認知されることとなった。この映画を元に製作・上演された2006年のミュージカル『グレイ・ガーデンズ』では、リー・ラジヴィルと姉のジャクリーンは回想シーンでグレイ・ガーデンズを訪れる親戚の少女姉妹として登場する。ドキュメンタリーの描写にビール母娘の人生のその他のエピソードを加えて制作されたHBOのテレビ映画『グレイ・ガーデンズ 追憶の館』も2009年公開された。
1977年に母を亡くした後、イディは当時60歳の高齢ながらキャバレーダンサーとして脚光を浴びようとし、1978年1月10日から14日にかけ、ニューヨーク13丁目西126番地にあるマンハッタンのナイトスポット「リノ・スウィーニー（Reno Sweeney）」で計8回のショーに出演した。しかし評価は散々で、『ニューヨーク・タイムズ』1978年1月12日版の掲載記事には「公然たる場違いの見世物（"a public display of ineptitude"）」と酷評され、観客は毎晩平均して2人程度だった。1979年、イディはグレイ・ガーデンズをベン・ブラッドリーに売却した。
2002年1月14日、フロリダ州マイアミ郊外のアパートメントで死体となって発見された。司法解剖の結果、死体発見の5日ほど前に脳卒中または心臓発作を起こして自然死していたことが判明した。84歳だった。遺骸はロングアイランド北岸ロカスト・ヴァレーの公営墓地に葬られた。墓碑銘には「私は神により生を享けた。私は神に属する。終には神の許に帰るだろう（"I came from God. I belong to God. In the end—I shall return to God."）」とある。

## 引用・脚注
1. 1 2 3 4  Douglas Martin (2002年1月25日). “Edith Bouvier Beale, 84, 'Little Edie', Dies”. The New York Times 2016年5月16日閲覧. "Edith Bouvier Beale, once a successful model and aspiring actress who later lived a Gothic life in Grey Gardens, a dilapidated 28-room house in East Hampton, New York, with her mother and dozens of cats, raccoons, and opossums, was found dead in her small apartment in Bal Harbour, Florida, on January 14. She was 84. Her nephew Bouvier Beale Jr. said the Dade County coroner attributed the death to a heart attack or stroke resulting from arteriosclerosis. Her cousin John H. Davis said she appeared to have been dead for five days."
2. ↑  O'Hehir, Andrew (2015年3月6日). “"Grey Gardens": The lost world of Little Edie, still amazing after 40 years”. Salon 2021年4月13日閲覧。
3. 1 2 3 4  “'Grey Gardens' and the Remaining Secrets of Little Edie Beale”. New York Magazine (2006年10月26日). 2019年12月6日閲覧。
4. 1 2  Grey Gardens DVD (2009). HBO. Audio commentary with executive producers Michael Sucsy, Lucy Barzun Donnelly and Rachael Horovitz.
5. ↑  “A Return to Grey Gardens”. New York Magazine. 2019年12月6日閲覧。
6. ↑  Goodman, Walter (1976年2月22日). “‘Grey Gardens’: Cinéma Verité or Sideshow?”. The New York Times 2021年4月13日閲覧。
7. ↑  Wolfgang Saxon (1977年2月7日). “Edith Bouvier Beale, Recluse, Dead at 81. Aunt of Mrs. Onassis Was Subject of the Documentary Movie 'Grey Gardens' in 1973”. The New York Times 2008年10月11日閲覧。
8. ↑  Woodman, Sue (2002年2月9日). “Obituary: Edith Bouvier Beale” (英語). The Guardian. ISSN 0261-3077 2019年2月18日閲覧。
9. ↑  Rohter, Larry (2009年4月7日). “‘Grey Gardens,’ Back Story Included, on HBO With Drew Barrymore” (英語). The New York Times. ISSN 0362-4331 2019年2月18日閲覧。
10. ↑  Judith Mead (2006年5月7日). “Big and Little Edie Lived Here”. The New York Times 2016年5月16日閲覧。
11. ↑  Mank, Gregory William (August 22, 2016). Resting Places: The Burial Sites of More Than 14,000 Famous Persons, 3d ed. Jefferson, North Carolina: McFarland. p. 48. ISBN 0786479922